# Punta Peña
Punta Peña est un corregimiento situé dans le district de Chiriquí Grande, province de Bocas del Toro, au Panama. En 2010, la localité comptait 2 520 habitants.

## Démographie
En 2010, elle avait une population de 2 520 habitants selon les données de l'Institut national des statistiques et du recensement et une superficie de 19,4 km2, ce qui équivaut à une densité de population de 130 habitants par km2.

### Statistiques ethniques
- 50,63 % mestizos
- 46,43 % chibchas[3]
- 2,94 % afro-panaméens[3]